# 原正峰
原 正峰（はら まさみね）は、江戸時代中期の人物。千葉氏支流原氏の出といい、甲斐武田家の家臣原胤歳の子孫。八王子千人頭。別名、原勝八。

## 略歴
八王子千人同心千人頭を継ぐ。寛延元年（1748年）に信松院の松姫（信松尼）の墓所裏の石垣を寄贈し、現存している。北海道開拓、「新編武蔵風土記稿」を編纂した八王子千人同心千人頭原胤敦の父。

## その他
一魁斎芳年筆「川中嶋大合戦之図」の信玄・謙信一騎打ち逸話の絵図で有名な原虎吉（胤歳）の一族。